# Berchar (hofmeier)
Berthar (? - gestorven in 688 of 689), ook bekend onder de naam Berchar of Bertchar, was de hofmeier van Neustrië en Bourgondië van 686 tot 687.
Berthar was volgens de bronnen klein van gestalte, maar dit kan mogelijk ook propaganda van zijn tegenstanders zijn geweest om hem in een slecht daglicht te plaatsen. Hij werd in 686 door koning Theuderik III aangesteld als opvolger van de overleden Waratton, met wiens dochter Anstrude hij was getrouwd. In tegenstelling tot Waratton sloot Berthar geen vrede met Pepijn van Herstal. Zijn autoritair en eigengereid beleid deed hem vervreemden van de machtigste mannen van Neustrië, onder wie aartsbisschop Reolus van Reims, die samen met vele anderen naar Pepijn van Herstal trokken en hem vroegen hen te steunen in hun verzet tegen Berthars beleid.
Dit conflict zou uiteindelijk worden uitgevochten in de slag bij Tertry (687), waarin Pepijn Berthar en Theuderik III versloeg. Velen vluchtten naar de nabijgelegen abdijen van Péronne en Saint-Quentin in de hoop zo gespaard te blijven. Berthar en Theuderik III trokken zich terug in Parijs. Pepijn volgde hen en dwong uiteindelijk een vredesverdrag met de voorwaarde dat Berthar zou afzien van zijn hofmeierschap en Pepijn van Herstal benoemde Nordebert om uit zijn naam Neustrië en Bourgondië te besturen. Toch wordt in een document gedateerd op 30 oktober 688 Berthar vermeld als hofmeier en uit dit document leren we ook dat het ambtsgebied van Waratton, Lagny-le-Sec, na diens dood aan de fiscus was teruggevallen.
In de daarop volgende ruzies, doodde Berthar zijn schoonmoeder Ansfled. Berthar vluchtte in angst voor represailles van Pepijn. Berthar stierf in de herfst van 688 of vroeg in 689. Zijn vrouw Anstrude huwde de oudste zoon van Pepijn, hertog Drogo van Champagne, en Pepijn werd zonder oppositie hofmeier van Neustrië en Bourgondië.